# Дельвин, Жан
Жан Жозеф Дельвин (фр. Jean-Joseph Delvin ; 1853[…], Гент — 1922[…], Гент) — бельгийский художник и педагог, ректор Гентской академии художеств (1902—13).

## Биография

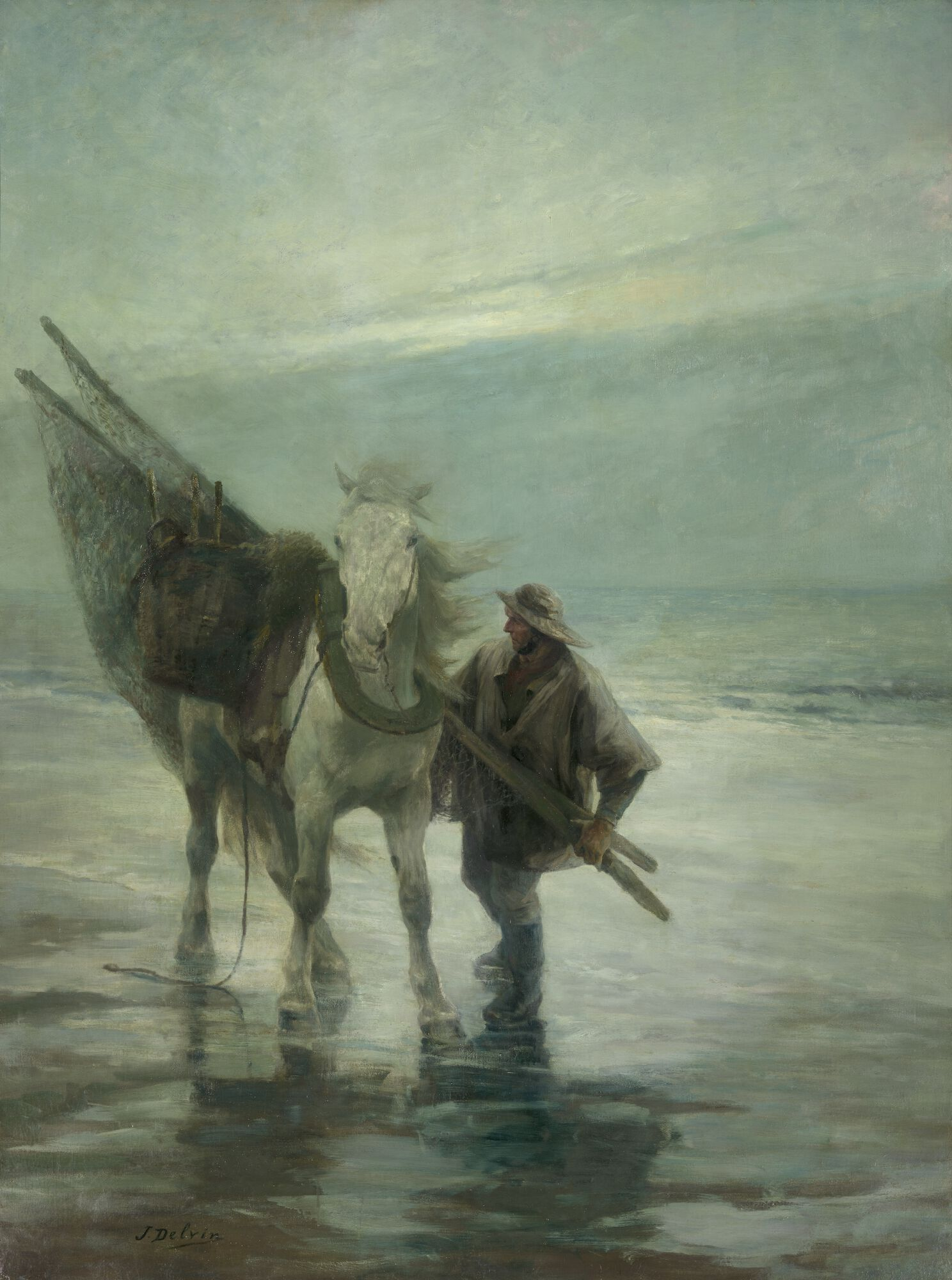
Креветочный промысел

Родился в 1853 году в Генте. Учился в Академии художеств в том же городе, после чего продолжил обучение в Брюсселе в мастерской Портальса. В дальнейшем совершил образовательные во Францию и Испанию. Далеко не сразу добился успеха: мастерской Дельвину долгое время служил садовый сарай.
Когда Дельвину было около 30 лет, он стал членом художественной группы «Общество XX», куда также входили 20-летние художники Джеймс Энсор и Тео ван Рейссельберге (а также ряд других). Хотя Дельвин покинул Общество уже в 1886 году, это, видимо, дало толчок к его карьере. Примерно в это же время он стал преподавать в Гентской академии художеств, а с 1902 по 1913 год являлся её ректором.
В бытность профессором, а затем и ректором, Дельвин оказал определённое влияние на дальнейшее развитие бельгийского искусства: среди его учеников были постимпрессионист Густав де Смет, график и мозаичист Франс Мазерель, скульптор Жорж Минне, экспрессионист Фриц ван ден Берге и многие другие.
Как художник, Дельвин запомнился, в частности, жанровыми сценами, нередко написанными в фирменной синей гамме. Несмотря на то что работы Дельвина производят на зрителя впечатление отвлечённости и некоторой фантастичности, они, как правило, написаны с натуры.
Скончался Дельвин в своём родном городе Генте в 1922 году.

## Галерея

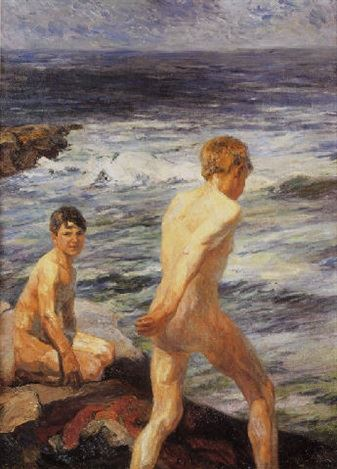
Купальщики
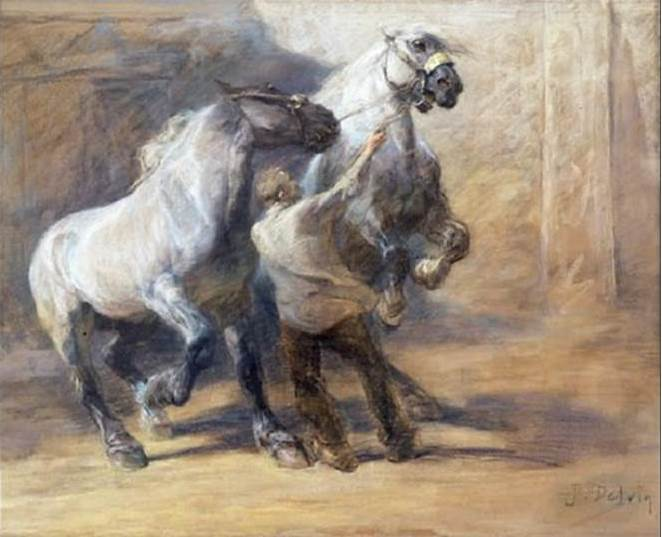
Кони
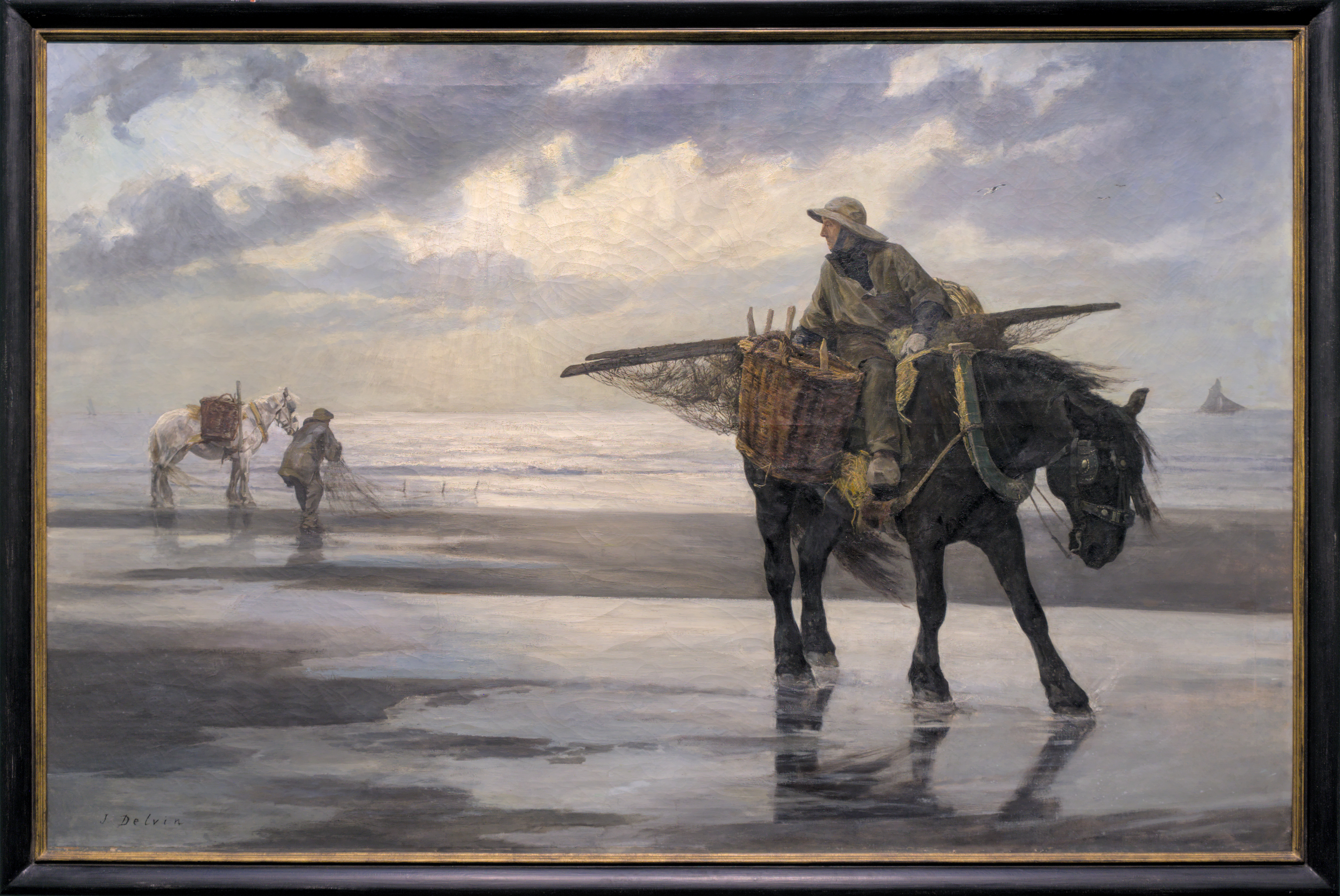
Промысел креветок
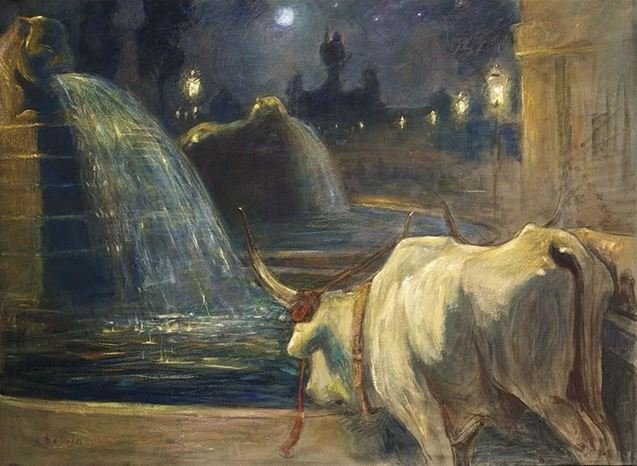
Быки у фонтана
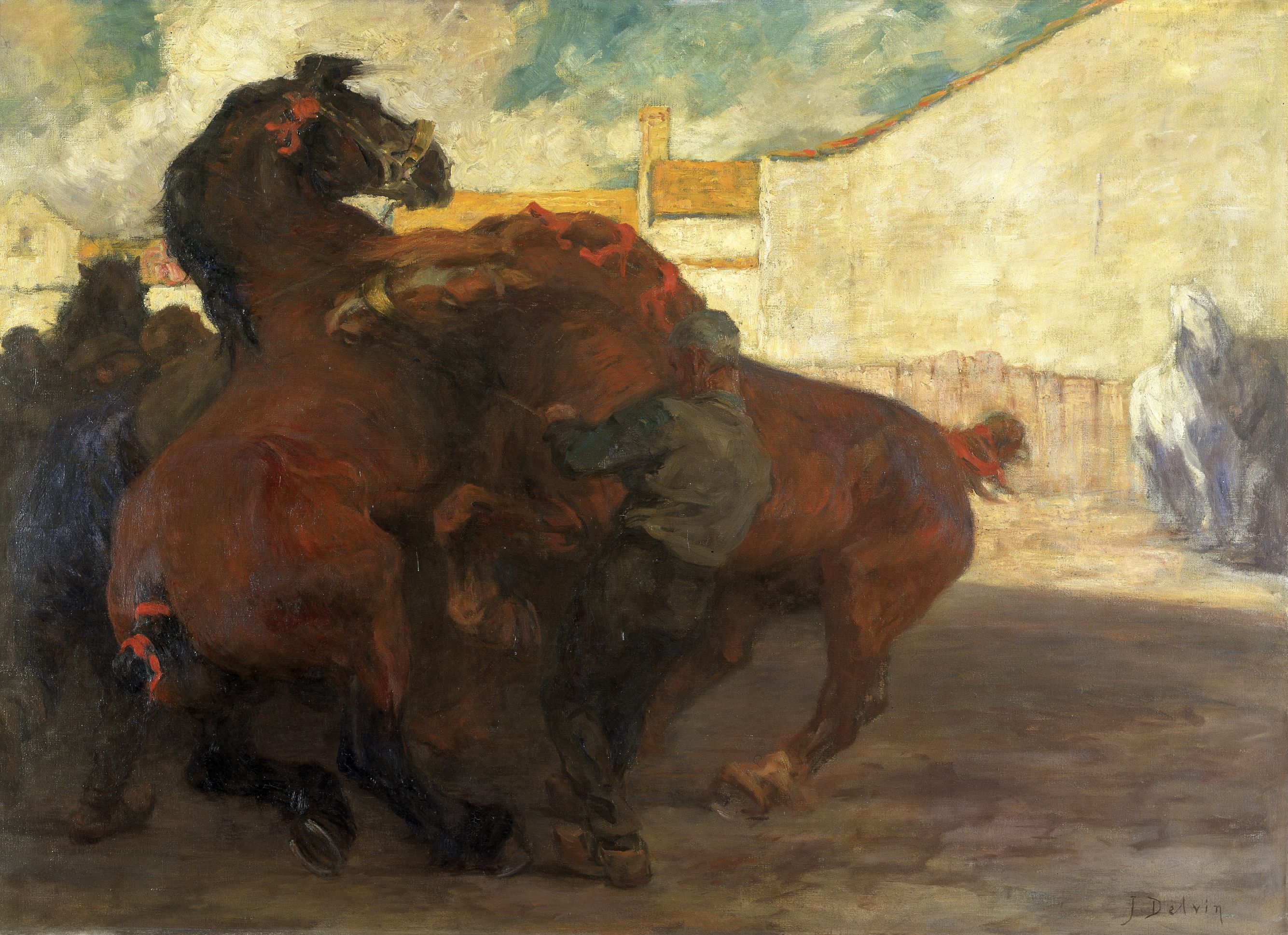
Драка двух жеребцов
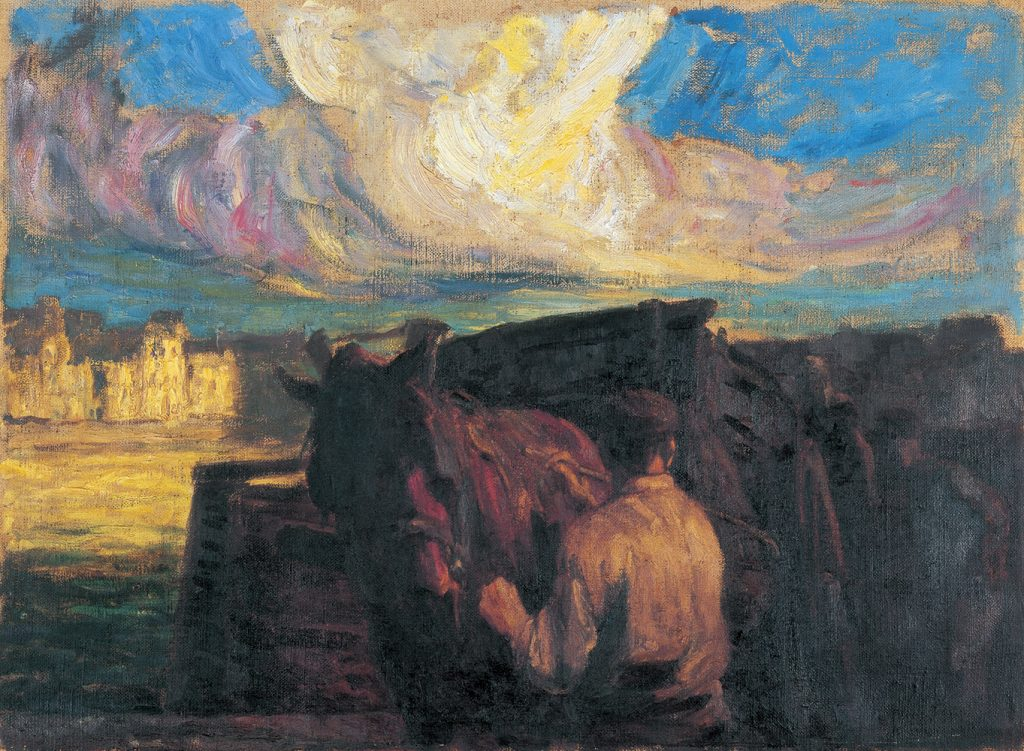
Лошадь и возница